# Elkhound de Noruega
Elkhound de Noruega és una de les antigues races canines de tipus spitz i és el gos nacional de Noruega.
S'utilitza com a gos de caça, guardià, gos pastor i gos de defensa. Aquesta raça és producte d'un país de temperatures subàrtiques, grans nevades, espessos boscos i boscoses muntanyes, el que li dona una gran resistència. Té també fama de valent, potser a causa del seu ancestral ús en la caça de l'os i altres peces de caça major, com l'ant. L'elkhound noruec es va presentar per primera vegada en una exposició canina a Noruega el 1877.